# ヤコブ (ゼベダイの子)
ゼベダイの子のヤコブは、新約聖書に登場するイエスの使徒の一人で、使徒ヨハネの兄弟である。アルファイの子ヤコブと区別して「大ヤコブ」とも言われる。聖人の概念を持つ全ての教派で、聖人として崇敬されている。正教会では聖福音者イオアンの兄聖使徒イアコフと呼ばれる。
『マルコによる福音書』1:19-20によるとヤコブは父ゼベダイ、兄弟ヨハネと共にガリラヤ湖畔の漁船の中で網の手入れをしていたところをイエスに呼ばれ、そのまま父と雇い人を残してヨハネと共に弟子になった。彼ら二人は「ボアネルゲス」（雷の子ら）とよばれていたようである（→ゼベダイの子）。ヤコブはエルサレム教会においても一貫して中心的な立場を占めていたが、『使徒行伝』12:2によるとユダヤ人の歓心を買おうとしたヘロデ・アグリッパ1世によって捕らえられ、殉教したという。44年頃のことと推定される。

## 崇敬
9世紀、ヤコブの遺体とされるものが、遥か遠くスペインの、現在のサンティアゴ・デ・コンポステーラの地で”奇跡的に発見された”とされる。その頃のスペイン地域は、イベリア半島においてのレコンキスタの最中であり、イスラム勢力と闘っていたキリスト教勢力を守護する、またはキリスト教徒勢力がイベリア半島を制圧する行動のシンボルとして熱狂的に崇められた。このためスペインの守護聖人とされる（聖ヤコブはスペイン語で「サンティアゴ（Santiago）」となる）。
このためサンティアゴ・デ・コンポステーラは、イベリア半島のみならず、西方カトリック世界における代表的な巡礼地となり、三大巡礼地のひとつに数えられるに至った。巡礼路は整備され、巡礼を世話することを目的とする修道院が配置されるに至った。いまも同地は巡礼の聖地として信仰を集めている。巡礼路の中核をなすものは、隣国フランスに発し、ピレネー山脈を越える巡礼路である。詳細はサンティアゴ・デ・コンポステーラの巡礼路を参照。
ホタテ貝はヤコブのシンボルで、フランス語ではホタテ貝を「聖ヤコブの貝」（coquille Saint-Jacques、コキーユ・サンジャック）と呼ぶ。
英語圏で多いジャック(Jack)の名は、彼の名（ジェイコブ）か、あるいは旧約聖書に登場するユダヤ人の祖ヤコブに因むJamesまたはJacobの愛称である。ただし、ヨハネを表すJohnの愛称である場合の方が多い。なお、フランス語のジャック(Jacques)はヤコブに相当する名前である。
カトリック教会における記念日は7月25日。正教会での記憶日は4月30日（ユリウス暦を使用する正教会では5月13日に相当）。